# Coleophora gallivora
Coleophora gallivora là một loài bướm đêm thuộc họ Coleophoridae. Nó được tìm thấy ở Turkestan và Uzbekistan.
Ấu trùng ăn galls made by other insects (flies of the Cecidomyiidae). They can be found on Arbuscula arbuscula, Arbuscula richteri and Haloxylon species. 